# Dzūkija
La Dzūkija (en polonais : Dzukia) est l'une des cinq régions ethnographiques de Lituanie, recouvrant le Sud-Est du pays. Elle compte la plus forte minorité de langue polonaise de Lituanie.
La région englobe l'apskritis d'Alytus et la majeure partie de l'apskritis de Vilnius. La Dzūkija s'étend également à Trakai, l'ancienne capitale du grand-duché de Lituanie. 

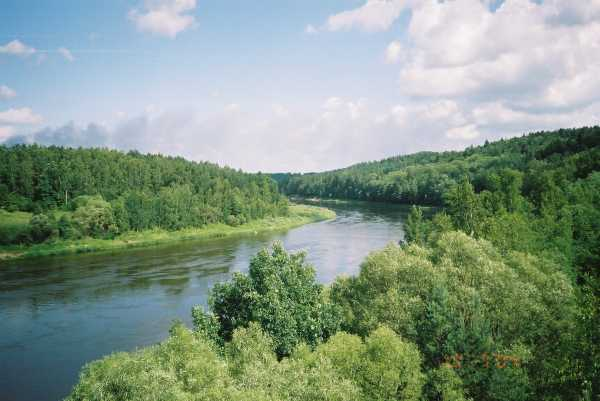
Le Niémen près d'Alytus.

Elle contient le parc national de Dzūkija qui a été créé en 1991 dans le but de préserver les paysages et les habitations typiques de cette partie de la Lituanie. Il s'étend sur 55 000 hectares dont 80 % sont recouverts par des forêts de pins.